# Kanton Vailly-sur-Sauldre
Vailly-sur-Sauldre is een voormalig kanton van het Franse departement Cher. Het kanton maakte deel uit van het arrondissement Bourges. Na de kantonhervorming, die maart 2015 in werking trad, is de kanton opgeheven en samengevoegd met het kanton Sancerre.

## Gemeenten
Het kanton Vailly-sur-Sauldre omvatte ten tijde van de opheffing de volgende gemeenten:
- Assigny
- Barlieu
- Concressault
- Dampierre-en-Crot
- Jars
- Le Noyer
- Subligny
- Sury-ès-Bois
- Thou
- Vailly-sur-Sauldre (hoofdplaats)
- Villegenon